# Distrito de Třebíč
El distrito de Třebíč es uno de los cinco distritos que forman la región de Vysočina, República Checa, con una población estimada a principio del año 2018 de 111 426 habitantes. Se encuentra ubicado en el centro-sur del país, al sureste de Praga, cerca de la frontera con Austria. Su capital es la ciudad de Třebíč.

## Localidades (población año 2018)
- Babice 201
- Bačice 202
- Bačkovice 100
- Benetice 195
- Biskupice-Pulkov 257
- Blatnice 367
- Bochovice 151
- Bohušice 143
- Bransouze 236
- Březník 680
- Budišov 1197
- Budkov 357
- Čáslavice 546
- Častohostice 188
- Čechočovice 296
- Čechtín 317
- Červená Lhota 188
- Chlístov 289
- Chlum 160
- Chotěbudice 99
- Číchov 231
- Cidlina 83
- Číhalín 208
- Čikov 205
- Číměř 197
- Dalešice 602
- Dědice 122
- Dešov 435
- Dolní Lažany 148
- Dolní Vilémovice 407
- Domamil 305
- Dukovany 885
- Hartvíkovice 550
- Heraltice 352
- Hluboké 207
- Hodov 306
- Hornice 73
- Horní Heřmanice 138
- Horní Smrčné 53
- Horní Újezd 267
- Horní Vilémovice 78
- Hrotovice 1772
- Hroznatín 109
- Hvězdoňovice 102
- Jakubov u Moravských Budějovic 632
- Jaroměřice nad Rokytnou 4175
- Jasenice 197
- Jemnice 4034
- Jinošov 226
- Jiratice 70
- Kamenná 213
- Kdousov 113
- Kladeruby nad Oslavou 196
- Klučov172
- Kojatice 247
- Kojatín 87
- Kojetice 446
- Komárovice 121
- Koněšín 513
- Kostníky 198
- Kouty 385
- Kožichovice 414
- Kozlany 138
- Krahulov 280
- Kralice nad Oslavou 1021
- Kramolín 123
- Krhov 192
- Krokočín 192
- Kuroslepy 146
- Láz 284
- Lesná 92
- Lesní Jakubov 98
- Lesonice 488
- Lesůňky 89
- Lhánice 164
- Lhotice 154
- Lipník 387
- Litohoř 542
- Litovany 136
- Lomy 128
- Loukovice 110
- Lovčovice 64
- Lukov 386
- Markvartice 273
- Martínkov 257
- Mastník 238
- Menhartice 130
- Meziříčko 90
- Mikulovice 231
- Mladoňovice 400
- Mohelno 1342
- Moravské Budějovice 7397
- Myslibořice 711
- Naloučany 161
- Náměšť nad Oslavou 4887
- Nárameč 346
- Nimpšov 60
- Nová Ves 241
- Nové Syrovice 940
- Nový Telečkov 102
- Ocmanice 329
- Odunec 91
- Okarec 115
- Okřešice 184
- Okříšky 2060
- Opatov 772
- Oponešice 185
- Ostašov 139
- Pálovice 165
- Petrovice 423
- Petrůvky 120
- Pokojovice 105
- Police 339
- Popůvky 78
- Pozďatín 152
- Přeckov 70
- Předín 693
- Přešovice 138
- Přibyslavice 801
- Příštpo 265
- Pucov 175
- Pyšel 473
- Račice 80
- Rácovice 109
- Radkovice u Budče 149
- Radkovice u Hrotovic 328
- Radonín 73
- Radošov 169
- Radotice 119
- Rapotice 537
- Římov 418
- Rohy 114
- Rokytnice nad Rokytnou 858
- Rouchovany 1180
- Rudíkov 705
- Šebkovice 470
- Sedlec 232
- Slavětice 237
- Slavičky 267
- Slavíkovice 208
- Smrk 271
- Stařeč 1653
- Štěměchy 295
- Štěpkov 111
- Střítež 529
- Stropešín 126
- Studenec 580
- Studnice 141
- Sudice 349
- Svatoslav 242
- Třebelovice 424
- Třebenice 447
- Třebíč 36 050
- Třesov 91
- Trnava 721
- Valdíkov 107
- Valeč 799
- Vícenice 193
- Vícenice u Náměště nad Oslavou 390
- Vladislav 1171
- Vlčatín 146
- Výčapy 873
- Zahrádka 142
- Zárubice 111
- Zašovice 118
- Želetava 1519
- Zvěrkovice 239